# Crosby (Isle of Man)
Koordinaten: 54° 11′ N, 4° 34′ W
Crosby (Manx Balley ny Croshey) ist ein Dorf, welches sechs Kilometer westlich von Douglas auf der Isle of Man liegt. Es hat etwa 900 Einwohner. Im Dorf befindet sich die im Jahr 1833 erbaute Crosby Methodist Chapel, außerdem gibt es mehrere Pubs. Durch den Ort fließt der Fluss Dhoo.